# Frigijska kapa
Frigijska kapa je mekana kapa koja se suzuje u stožac, a vrh joj se preklapa prema naprijed. Najčešće je crvene boje, a ime je dobila po maloazijskoj pokrajini Frigiji koja je pod vodstvom Kira II. postala dio Perzijskoga Carstva, a poslije i dio velike države Aleksandra Velikog i njegovih nasljednika (danas: središnji dio Turske).

## Povijest
Frigijsku su kapu nosili narodi antičke Azije (Parti, Parsi), a preko Grka i ostalih naroda koji su bili u doticaju s helenizmom proširila se i na druge zemlje i narode. U antici je kapa za Grke bila simbol utjecaja drugih naroda (ne-Grka) koje su oni smatrali barbarima. Tijekom Rimskog Carstva nosili su je na proslavama (npr. saturnalijama). Nosili su je oslobođeni robovi čiji su se potomci rađali kao građani Carstva. Smatra se da je tu korijen simbola frigijske kape kao slobode.  Taj se simbol učvršćuje Francuskom revolucijom. U Francuskoj se 14. srpnja 1789.  dogodila građanska revolucija. Revolucionari, sankiloti, su se i odjećom željeli što više razlikovati od aristokracije, pa su na glavu stavili jakobinsku kapu, a to je zapravo bila frigijska kapa. Poslije su mnogi revolucionari i oni koji su smatrali da se bore za pravednu stvar u ime slobode stavljali frigijsku kapu.

## Gdje se može vidjeti
Motiv frizijske kape iznimno je poznat i često se pojavljuje na glavama i smrtnika i božanstava, na slikama, kipovima, kovanicama, vazama, stupovima, dokumentima, nacionalnim obilježjima…
Može se vidjeti npr. na Atisovu kipu iz 2. st. pr. Kr., na slavoluku Septimije Sever u Rimu (rimski vojnik vodi zarobljenoga Parta s frigijskom kapom na glavi), na prikazima Artemide (4. st. pr. Kr.), na glavi Parisa Trojanca, na prikazima perzijskog boga Mitra i anatolskog boga Atisa, božice Kibele, na Trajanovu stupu nose je Dačani, na minijaturnoj brončanoj kompoziciji s Dijaninim likom iz Siska (2. ili 3. st.), na kamenom kipu starca na Notre Dame, na slici E. Delacroixa Sloboda na barikadama glavna ženska figura (Marianne) ima na glavi tu kapu, koja je postala i simbol Francuske, na mramornom kipu Genie de la Republique (Joseph Chinard),  na grbovima Argentine, Kolumbije, Haitija, Kube, Nikaragve, Salvadora, Bolivije, Senata Iowe, na zastavi zapadne Virginije, New Jerseyja, New Yorka, na naličju zastave Paragvaja… i na mnogim grbovima i zastavama.
Na dokumentu Deklaracije o pravima čovjeka i građanina iz 1789. 
Na ranim prikazima mudraca (maga) (npr. freska Đakovačke katedrale) koji nose darove novorođenom Isusu.
Dio je mljetske muške nošnje, ženske bosanske nošnje; nosi je Papa Štrumpf, a i Štrumpfovi, samo bijele boje.
- Grb Argentine
- Grb Nikaragve
- Grb Kolumbije
- Senat SAD-a
- Kuba
- New Jersey
- Rio de Janeiro